# Hypostomus macushi
Hypostomus macushi är en fiskart som beskrevs av Jonathan W. Armbruster och De Souza 2005. Hypostomus macushi ingår i släktet Hypostomus och familjen Loricariidae. Inga underarter finns listade i Catalogue of Life.